# Andrzej Władysław Ukolski
Andrzej Władysław Ukolski (Okolski) Szymkiewicz herbu Kościesza – podkomorzy trocki w latach 1746 i 1753–1770, ciwun trocki w latach 1739–1752, sędzia grodzki trocki w latach 1738–1742, podwojewodzi trocki w latach 1736 i 1741–1752, dyrektor trockiego sejmiku deputackiego 1742 i 1744 roku, dyrektor trockiego sejmiku gospodarskiego 1746, 1748 i 1750 roku, dyrektor trockiego sejmiku deputackiego 1757 i 1759, 1765, 1766, 1767 roku, dyrektor trockiego sejmiku przed koronacją w 1764 roku.
Poseł powiatu trockiego na sejm 1746 roku. Poseł na sejm nadzwyczajny 1750 roku z powiatu trockiego. Był posłem województwa trockiego na sejm konwokacyjny (1764) i Sejm Czaplica w 1766 roku. Członek Komisji Wojskowej Wielkiego Księstwa Litewskiego w 1766 roku.